# Флорес, Хуан Диего
Хуа́н Дие́го Фло́рес (исп. Juan Diego Flórez Salom; родился 13 января 1973, Лима, Перу) — перуанский оперный певец, лёгкий лирический тенор (tenore di grazia). Один из ведущих теноров своего поколения, в 2000-е годы стал суперзвездой оперного мира. Специализируется на репертуаре эпохи бельканто (Россини, Доницетти) и мастерски владеет колоратурой. 

## Биография
Сын певца и гитариста Рубена Флореса-Пинедо (исполнителя перуанской креольской музыки, работавшего со знаменитой певицей Чабукой Гранда) и Марии Тересы Салом (сестра Карлоса Салома, участника одной из самых известных в Перу групп экспериментальной музыки Laghonia).
Начинал с кавер-версий песен из репертуара The Beatles и Led Zeppelin. Обучался в Национальной консерватории Перу, затем, с 1993 по 1996 годы, — в Институте Кёртиса (Филадельфия, США). Брал частные уроки у Мэрилин Хорн и Эрнесто Паласио. Своими кумирами называет Лучано Паваротти и Альфреда Крауса.
На оперной сцене дебютировал в 1996 году на фестивале Россини в Пезаро (роль Коррадино в «Матильде ди Шабран») и благодаря оглушительному успеху был прозван «золотым мальчиком». До того, как ему исполнилось 30 лет, уже выступил почти на всех ведущих оперных сценах и приобрёл множество фанатичных поклонниц. В 2004 году и позднее давал концерты на сцене московского Дома музыки, а также в некоторых других российских городах (например, в Красноярске). 
Флорес нередко выступал вместе с Дианой Дамрау и Джойс Дидонато, в том числе в «Графе Ори». Его популярность позволила вернуть этот забытый шедевр Россини в репертуар ведущих театров. В феврале 2007 года исполнение Флоресом арии Ah! mes amis привело публику «Ла Скала» в такой экстаз, что она забыла о введённом 75 лет назад запрете на «бис» и добилась от него повторного исполнения арии.
По состоянию на 2018 год репертуар Флореса включает десять опер Россини: «Севильский цирюльник» (граф Альмавива), «Золушка» (дон Рамиро), «Матильда ди Шабран» (Коррадин), «Граф Ори», «Отелло» (Родриго), «Риччардо и Зораида» (Риччардо), «Итальянка в Алжире» (Линдор), «Вильгельм Телль» (Арнольд), «Дева озера» (Уберто), «Путешествие в Реймс». Неудивительно, что в 2021 году он был назначен художественным руководителем фестиваля Россини (где некогда и дебютировал).
На свадебной церемонии Флореса в кафедральном соборе Лимы (апрель 2008 года) присутствовал весь цвет перуанского общества — от президента страны до нобелевского лауреата Варгаса-Льосы. Имеет двоих детей.

## Вокальные данные
По характеристике Сергея Ходнева, Флоресу присущи «чистый, звонкий, светящийся тембр, отменная подвижность, филигранная техника и победные верхние ноты: он при случае без различимых усилий берет не только до, но и ре, и даже ми-бемоль второй октавы».

## Признание
- Рыцарь большого креста ордена «Солнце Перу» — высшей государственной награды своей страны[17].
- Каммерзенгер Венской государственной оперы (2012)[18].